# Stade de France
Stade de France är en idrottsarena för fotboll, rugby och friidrott i Saint-Denis, strax norr om Paris, i Frankrike. Arenan har 81 338 sittplatser. 
Stade de France invigdes 28 januari 1998 med en fotbollsmatch mellan Frankrikes och Spaniens herrlandslag. 1998 spelades VM-finalen i fotboll mellan Frankrike och Brasilien där. 2006 var arenan värd för UEFA Champions League-finalen mellan FC Barcelona och Arsenal FC. 2003 stod arenan också värd för VM i friidrott. 2024 var arenan en av arenorna för olympiska sommarspelen 2024

## Evenemang
- Landskamper i fotboll och rugby union
- Finalen i VM i fotboll 1998[1]
- Final i EM i fotboll 2016
- Finalen i Uefa Champions League 2000, 2006[3], 2022
- VM i friidrott 2003
- VM i rugby 2007
- Race of Champions
- Konsert med Johnny Hallyday[4]
- Olympiska sommarspelen 2024 (rugby, friidrott, avslutningscermoni)

## Terrordåden 2015
Terrordåden i Paris november 2015 inleddes med en självmordsbombning utanför Stade de France. Sammanlagt sprängde tre personer sig själva utanför Stade de France under terrordåden.